# IC 4380
IC 4380 — спиральная галактика типа Scd в созвездии Волопас.
Этот объект входит в число перечисленных в оригинальной редакции «Нового общего каталога».